# پرازیتون
پرازیتون (انگلیسی: Prazitone) ) یک مشتق باربیتورات است که برخلاف بسیاری از باربیتورات‌ها، اثرات آرام‌بخش کمی دارد یا اصلاً هیچ اثر آرام‌بخشی ندارد، در عوض به‌عنوان یک ضداضطراب و ضد افسردگی غیر آرام‌بخش عمل می‌کند.